# Чібіс Андрій Володимирович
Чібіс Андрій Володимирович (рос. Андрей Владимирович Чибис; нар. 19 березня 1979, Чебоксари, РСФСР) — російський державний і політичний діяч. П'ятий губернатор Мурманської області з 27 вересня 2019 року. В.о. губернатора Мурманської області з 21 березня 2019 року до вступу на посаду. З 15 листопада 2019 року є секретарем Мурманського відділення партії Єдина Росія.
З 2013 по 2019 рік був заступником міністра будівництва та житлово-комунального господарства Росії, а в 2014-2019 роках — Головним державним житловим інспектором Російської Федерації. Має ступінь кандидата юридичних наук у 2006 році.

## Біографія
Народився в Чебоксарах 19 березня 1971 року. Батько, Володимир Олександрович Чібіс, був заступником генерального директора Чебоксарського виробничого об'єднання ім. Чапаєв, жив із батьками в селі Чапаєвський на вулиці Кірова. У нього також є сестра Тетяна.
У 1996 році зареєстрований як фізична особа-підприємець. був зареєстрований індивідуальним підприємцем.  Під час навчання в інституті одружився зі студенткою цього ж інституту, Романовою Євгенією Володимирівною, падчеркою співвласника і генерального директора ВАТ «Електроприлад» Геннадія Медведєва. Будучи студентом, з 1999 по 2001 рік значився юрисконсультом ГУП «Тавр» ФГУП «Чебоксарское ПО ім. В І. Чапаєва», директором якого був його батько.
У 2000 році в Чебоксарах разом з сестрою Тетяною і дружиною був одним із засновників ТОВ «Гарант-Консалтинг». спеціалізується на аудиті та оцінці нерухомості; участь у створенні АТ «Іпотечна корпорація Чуваської Республіки». З 2001 по 2002 рік - аспірант Чебоксарського кооперативного інституту. У листопаді 2002 року був включений до складу співзасновників Регіонального відділення Громадської організації «Російська асоціація розвитку малого і середнього бізнесу» - Чуваська асоціація розвитку малого і середнього бізнесу. З 2002 по 2004 роки значився адвокатом Воронезької міжтериторіальної колегії адвокатів.
Навчався в першому потоці «Школи губернаторів» при Інститут «Вища школа державного управління» РАНХиГС. У 2004 році пройшов навчання в Чуваський державний університет ім. Ульянова за програмою підготовки керівних кадрів для організацій народного господарства Росії.
4 квітня 2024 року Чібіс отримав поранення у живіт після зустрічі з місцевими жителями в Апатитах.

## Губернатор Мурманської області
21 березня 2019 року Путін прихначив Чібіса в.о. губернатора Мурманської області. 9 квітня 2019 року він заявив, що збирається балотуватися в губернатори Мурманської області на виборах у 2019 році. 8 вересня з результатом 60,07% у першому турі виборів губернатора Мурманської області переміг Чибіс. Термін його повноважень закінчується у вересні 2024 року.
27 вересня 2019 року Чібіс призначив Костянтина Долгова представником від виконавчого органу державної влади регіону в Раді Федерації.

## Санкції
У грудні 2022 року ЄС ввів санкції проти Андрія Чібіса у зв’язку з російським вторгненням в Україну в 2022 році. Потрапив під санкції Британії і Швейцарії 2022 року, а 2023-го - під санкції США, Австралії та Нової Зеландії.